# موراوسکا نووا وس
موراوسکا نووا وس (به چکی: Moravská Nová Ves) یک منطقهٔ مسکونی در جمهوری چک است که در ناحیه برتسلاو واقع شده‌است. موراوسکا نووا وس ۲٬۶۰۲ نفر جمعیت دارد.